# Опаріно
Опа́ріно (рос. Опарино) — селище міського типу, центр Опарінського району Кіровської області, Росія. Адміністративний центр Опарінського міського поселення.

## Населення
Населення становить 3887 осіб (2017; 3911 у 2016, 3971 у 2015, 4083 у 2014, 4190 у 2013, 4287 у 2012, 4440 у 2010, 4355 у 2009, 5142 у 2002, 5862 у 1989, 6880 у 1979, 6576 у 1970, 6485 у 1959).

## Історія
Селище було засноване 1899 року при будівництві залізниці Перм-Кіров-Котлас як залізнична станція Нікольського повіту Вологодської губернії. 1924 року селище стало районним центром Північно-Двінської губернії. 1 лютого 1963 року район був ліквідований і селище увійшло до складу Мурашинського району. 30 грудня 1966 року селище знову стало районним центром.